# Günther Zainer

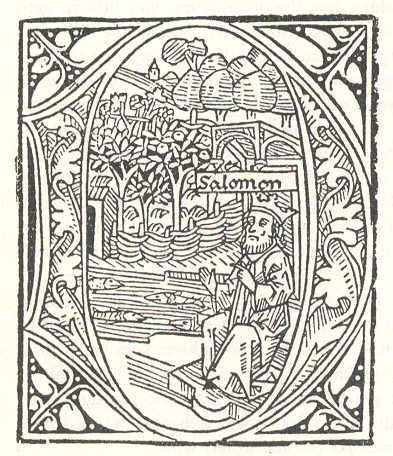
Initiale aus der deutschen Bibel, gedruckt in Augsburg 1477 von Günther Zainer (Faksimile)

Günther Zainer, auch Zeyner oder Zeiner († 13. April 1478), gilt als  erster Drucker der Inkunabelzeit in Augsburg,  wo er von 1468 bis zu seinem Tod wirkte. Aus seiner Offizin stammten  mindestens 80 Drucke, darunter auch zwei deutsche Bibelausgaben und der erste gedruckte Kalender.

## Leben
Günther Zainer stammte wie der Ulmer Drucker Johann Zainer, der vermutlich sein Bruder, gewiss aber ein Verwandter von ihm war, aus Reutlingen. 1463 ist seine Heirat mit Agnes Krieg im Bürgerbuch der Stadt Straßburg verzeichnet, wo er auch als Straßburger Bürger Mitglied der Maler- und Goldschmiedezunft war. Das Drucken lernte er dort vermutlich bei Johannes Mentelin. 1468 ist der Druck von ihm in Augsburg nachgewiesen. 1472 wurde er Bürger von Augsburg. Zainer war auch neben anderen Meistern Leiter der neu eingerichteten Druckerei des Augsburger Klosters St. Ulrich und Afra.

## Werk

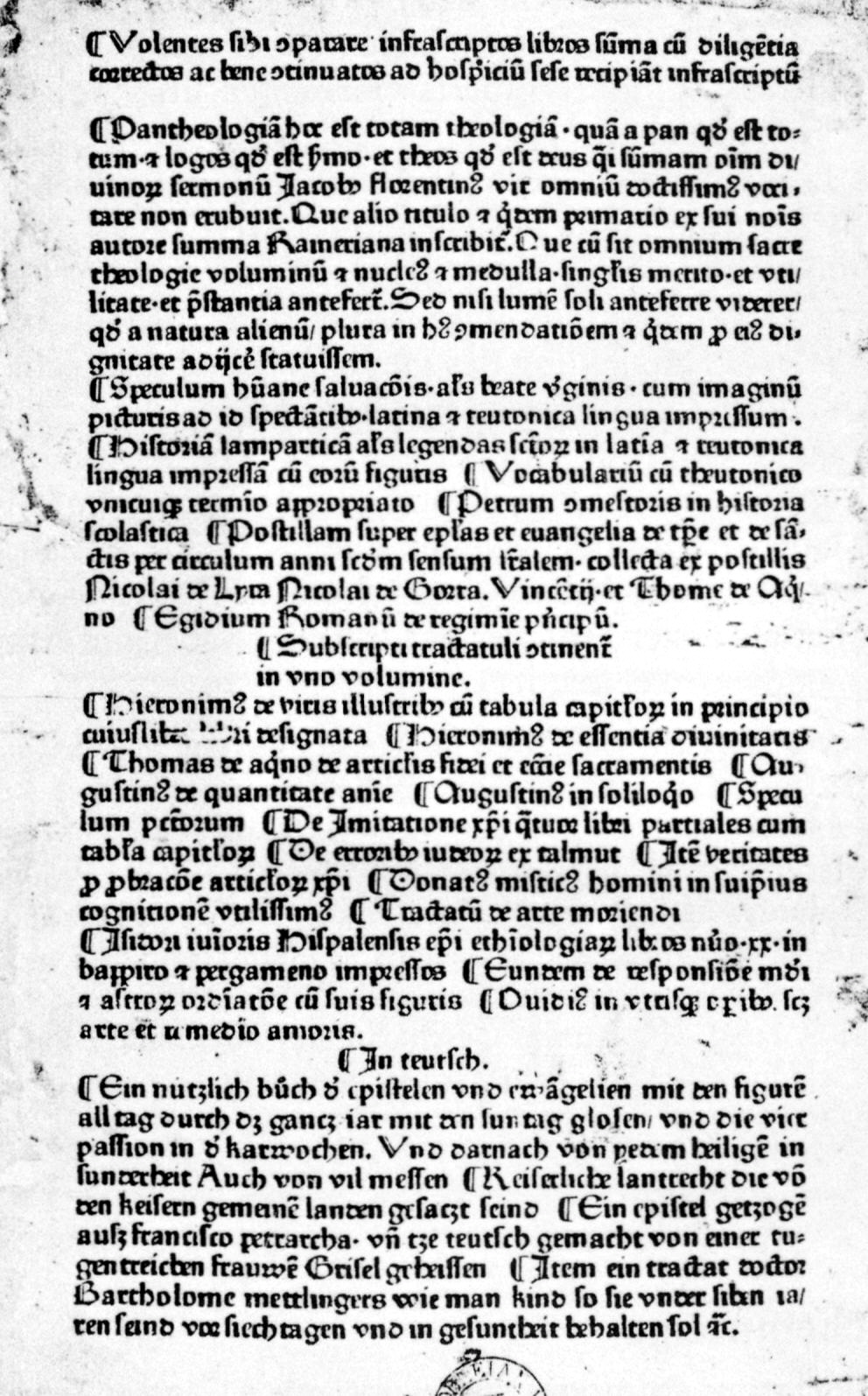
Gedruckte Bücheranzeige mit einer Liste der in Zainers Offizin lieferbaren Werke, um 1480

Der Umfang der aus seiner Augsburger Offizin hervorgegangenen Produktion mit mindestens 80 Drucken gilt als beachtlich für den Zeitraum von zehn Jahren, in denen Günther Zainer als Drucker tätig war. Ein großer Teil dieser Produktion war im Auftrag des Klerus entstanden; Zainer druckte aber auch volkstümliche Literatur in deutscher Sprache, Erbauungschriften, Arzneibücher und Kalender.
1468 erschienen S. Bonaventurae meditationes vite domini als erster nachgewiesener Druck aus Zainers Presse. Mit der deutschen Ausgabe der Legenda Aurea des Jacobus de Voragine, Heiligenleben, gab er sein erstes illustriertes Werk heraus. 1472 erschien ein Druck der Etymologiae des Isidor von Sevilla in seiner Offizin in Augsburg. Um 1475 druckte Zainer eine deutsche Bibelausgabe, der er 1477 eine zweite Auflage folgen ließ. Der Text dieser Ausgaben wurde für die folgenden deutschen Bibeldrucke bis zur Lutherbibel maßgeblich.
Günther Zainers Drucke gelten, was das Papier, die Ausführung und die verwendete Type angeht, als von besonders hoher Qualität; 32 illustrierte Drucke und Einzeldrucke mit zum Teil mehr als 100 Abbildungen belegen ebenso seinen Sinn für den gedruckten Buchschmuck. So entwickelte Zainer nach dem Vorbild mittelalterlicher Handschriften Blumenranken (sog. Floralelemente) für den Rand des Satzspiegels, die als Vorläufer der gedruckten Randleiste gelten. Seine erste deutsche Bibel schmückte er mit 73 großen gedruckten Initialen, die ebenfalls nach dem Vorbild der Buchmalerei gestaltet waren.